# Толмецо
Толмѐцо (на италиански: Tolmezzo; на фриулски: Tumieç, Тумиеч) е град и община в Северна Италия, провинция Удине, автономен регион Фриули-Венеция Джулия. Разположен е на 323 m надморска височина. Населението на общината е 10 665 души (към 2010 г.).